# Polydendrocyt
Polydendrocyt (tněkdy aké NG2 buňka, NG2 glie, oligodendrocyt progenitorových buněk) je tvarově rozvětvená gliová buňka (neuroglie) tvořící nehomogenní tkáně v savčím centrálním nervovém systému, která je charakteristická expresí chondroitin sulfát proteoglykanu NG2. (CSPG4)  a alfa receptoru pro růstový faktor trombocytů (PDGFRA).
Polydendrocyty jsou v bílé i šedé hmotě, v neurogenních zónáy DG a SVZ, přičemž dosahují nejvyšší míry proliferace ze všech buněčných typů CNS.
Neurotransmiterově jsou olivňovány excitačními i inhibičními neurony. Polydendrocyty jsou odlišné od ostatních buněčných populací (neurony, astrocyty, oligodendrocyty, mikroglie a nervové kmenové buňky,) a jsou uznávány jako čtvrtý typ gliových buněk v savčím CNS. Studie potvrdily účast polydendrocytů v mnoha buněčných a fyziologických procesech. Polydendrocyty v postnatálním myším CNS vytvářejí oligodendrocyty, a proto jsou často nazývány oligodendrocyty progenitorových buněk. Polydendrocyty postupně přecházejí v astrocyty a exprimují AMPA a GABA a pravděpodobně i NMDA receptory. Dochází tak k synaptické i (častější) volumové transmisi a na klasických synapsích je přítomna postsynaptická denzita. Neuronální aktivita reguluje chování NG2 glií (adaptivní reaktivita) a řídí proliferaci, diferenciaci, migraci a nepřímo myelinizaci. Synapse v průběhu mitózy perzistují a původní neuron-gliální spojení jsou zachována i u dceřiných buněk. Po diferenciaci dochází k rychlému zániku synapsí

## Funkce
Polydendrocyty jsou prekurzory oligodendrocytů (OPC) a tím napomáhají k myelinizaci , v případě poškození myelinu pak nastává zvýšená diferenciace a cílená migrace. Jedním z faktorů selhání remyelinizace v pokročilejších stádiích roztroušené sklerózy je deplece a (významněji) zablokování diferenciace nebo poruchy migrace NG2 buněk. Polydendrocyty jsou dále progenitory dalších buněčných typů jako protoplazmatických astrocytů, pravděpodobně neuronů. a mají neuromodulační a neuroprotektivní aktivitu, tj. exprimují růstové faktory, chemokiny a cytokiny.